# 第115次IOC総会
第115次IOC総会は、2003年7月にチェコのプラハで行われた国際オリンピック委員会総会である。
この総会では、2010年冬季オリンピックの開催地を決める投票などが行われた。

## 2010年冬季五輪開催地決定投票
2010年冬季オリンピックの開催地には、カナダのバンクーバー、韓国の平昌、オーストリアのザルツブルク、スイスのベルン、中国のハルビン、アンドラのアンドラ・ラ・ベリャ、スペインのハカ、ボスニア・ヘルツェゴビナのサラエボが立候補の申請をしていた。
第1次選考でバンクーバー、平昌、ザルツブルク、ベルンが正式立候補都市に選出され、その後ベルンが住民投票で反対が大きく上回ったために立候補を取り下げ、残る3都市での争いとなった。
- - バンクーバー
- - 平昌
- - ザルツブルク

2003年7月2日、投票の結果バンクーバーが平昌との決選投票を制し、2010年冬季オリンピックの開催地に選ばれた。
| 都市         | 国           | 1回目 | 2回目 |
| ------------ | ------------ | ----- | ----- |
| バンクーバー | カナダ       | 40    | 56    |
| 平昌         | 韓国         | 51    | 53    |
| ザルツブルク | オーストリア | 16    |       |

## オリンピックの見直し
この総会において、IOCのオリンピック・スタディ・コミッションがオリンピック競技大会の規模縮小やコスト削減などの勧告書を提出した。